# 斯坦尼斯拉夫·奥萨奇
斯坦尼斯拉夫·维利奥罗维奇·奥萨奇（俄语：Станислав Вилиорович Осадчий，1951年1月26日—）是俄罗斯外交官。

## 经历
1973年毕业于莫斯科國立國際關係學院。毕业后在苏联驻塞浦路斯使馆实习。1997年至1999年任俄驻德国汉堡使馆总领事。1999年至2000年任俄驻土耳其伊斯坦布尔使馆总领事。2001年升任俄罗斯外交部人事司司长，2004年离开职位，7月晋升为特命全權大使，8月开始担任俄驻奥大使，任期至2010年3月9日。2010年7月至2013年6月担任俄罗斯外交部安全司司长。2013年6月3日开始担任俄驻塞浦路斯大使。
2015年1月曾向媒体表示，俄罗斯希望能使用塞浦路斯的军事设施。